# Szergej Anaskin
Szergej Anaskin, kazak betűkkel Сергей Анашкин (1961. április 12. – Riga, Lettország, 2022. február 1.) válogatott kazak labdarúgó, hátvéd.

## Pályafutása

### Klubcsapatban
1979 és 1983 között a Kolhozcsi Ashabad csapatában kezdte a labdarúgást. 1984 és 1989 között a lett Daugava Riga, majd 1990-ben az Olimpija Liepāja labdarúgója volt a szovjet bajnokságban. 1990–91-ben egy rövid ideig a lengyel Pogoń Szczecin játékosa volt. 1991-ben az Ural Jekatyerinburg csapatában szerepelt. 1992–93-ban hazatért és a Kajrat labdarúgója volt, ahol egy-egy kazak bajnoki címet és kupagyőzelmet ért el. 1994-ben a lett Vidus Rīga csapatában fejezte be az aktív labdarúgást.

### A válogatottban
1992-ben négy alkalommal szerepelt a kazak válogatottban.

## Sikerei, díjai
Kajrat
- Kazak bajnokság
  - bajnok: 1992
- Kazak kupa
  - győztes: 1992

## Statisztika

### Mérkőzései a kazak válogatottban
| Kazahsztán | Kazahsztán           | Kazahsztán                          | Kazahsztán    | Kazahsztán | Kazahsztán   | Kazahsztán        | Kazahsztán | Kazahsztán |
| #          | Dátum                | Helyszín                            | Hazai         | Eredmény   | Vendég       | Kiírás            | Gólok      | Esemény    |
| ---------- | -------------------- | ----------------------------------- | ------------- | ---------- | ------------ | ----------------- | ---------- | ---------- |
| 1.         | 1992. július 3.      | Phenjan, Rungnado Stadion (PRK)     | Líbia         | 0 – 1      | Kazahsztán   | Phenjan-torna     | -          |            |
| 2.         | 1992. szeptember 14. | Aşgabat, Köpetdag Stadion           | Türkmenisztán | 1 – 1      | Kazahsztán   | Közép-ázsiai kupa | -          |            |
| 3.         | 1992. október 14.    | Taskent, Pahtakor Központi Stadion  | Üzbegisztán   | 1 – 1      | Kazahsztán   | Közép-ázsiai kupa | -          |            |
| 4.         | 1992. október 25.    | Kizilorda, Ganyi Muratbajev Stadion | Kazahsztán    | 2 – 0      | Kirgizisztán | Közép-ázsiai kupa | -          |            |
|            | Összesen             |                                     |               | 4          | mérkőzés     |                   | 0          | gól        |